# Tyska kolonier och protektorat

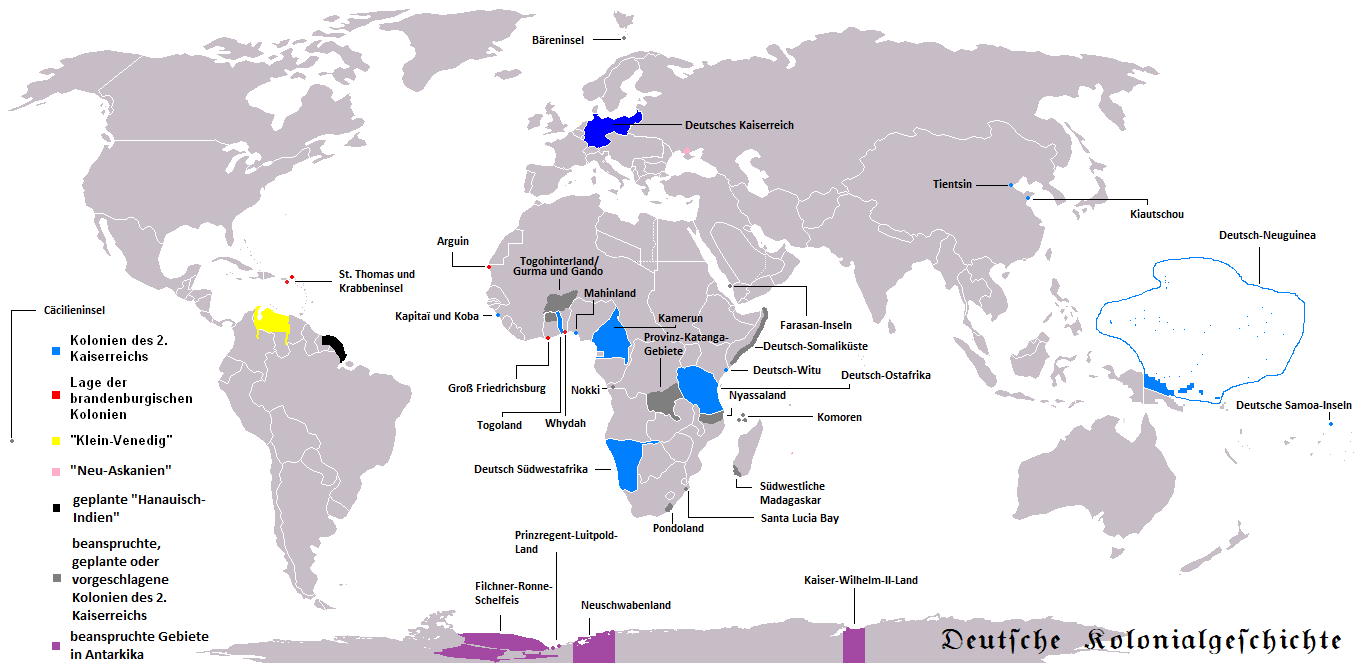
Karta över tyska besittningar.
Tyska riket (med de gränser som gällde 1871–1919)
Tyska rikets kolonier från 1880-talet till 1910-talet
Jiaozhou (pantlän i Kina 1898–1914)
Brandenburgsk-Preussiska kolonier (ca 1680–1720)
"Lill-Venedig" (1529–1556)

De tyska kolonierna kom att utgöra en liten och kortvarig del av Europas kolonialvälden. Det tyska riket bildades 1871, och tyske rikskanslern, Otto von Bismarck, prioriterade rikets europeiska konsolidering. Först under 1880- och 1890-talet förvärvades ett antal kolonier i Afrika och Stilla havet, och då var ett viktigare skäl att det var populärt hos den tyska väljarkåren snarare än att det innebar ekonomiska fördelar för Tyskland. Samtliga kolonier förlorades sedan i Versaillesfreden, efter det tyska nederlaget i första världskriget.
Tidigare stater på tysk mark hade vissa koloniala engagemang; den första tyska stat som i större mått strävade efter landområden i andra världsdelar var Mark Brandenburg (föregångaren till kungariket Preussen).

## Tyska kolonier före rikets enande 1871
- Venezuela ("Lill-Venedig"), pantlän 1528 till 1556
- Hanausch Indien (inte realiserad)
- Brandenburg-Preussens besittningar
  - Groß Friedrichsburg (i dag del av Ghana), koloni 1683–1718
  - ön Arguin (i dag del av Mauretanien), koloni 1685–1721
  - St. Thomas (i dag Amerikanska Jungfruöarna), pantlän 1685–1720
  - ön Vieques (i dag Puerto Rico), annektering 1689–1693

## Tyska kejsarrikets besittningar

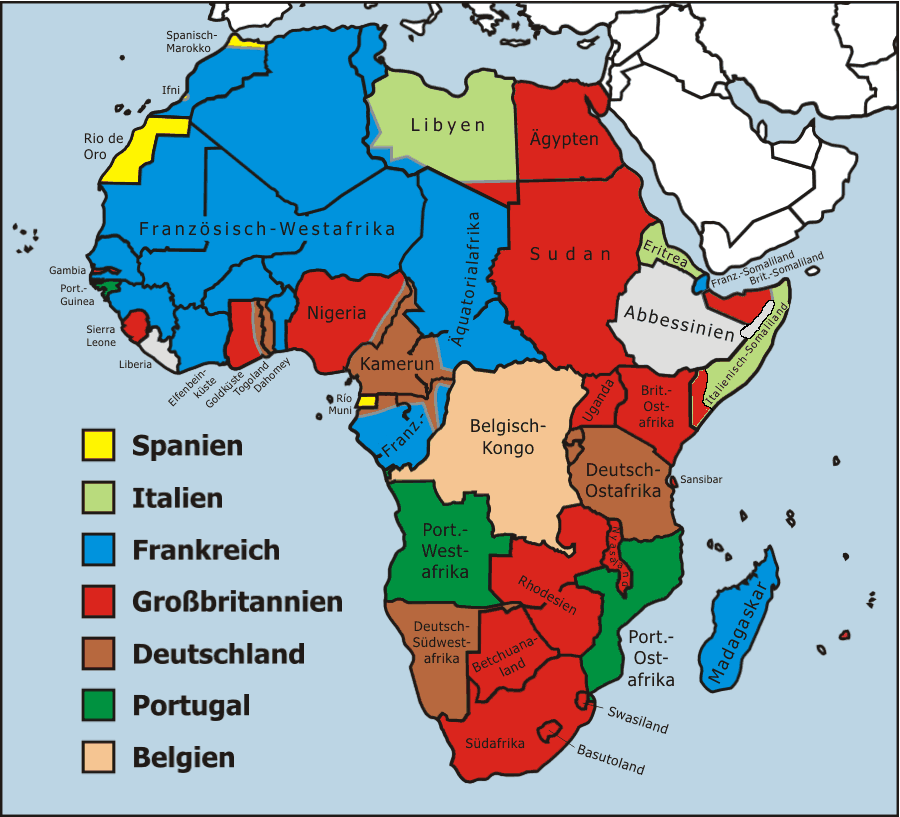
Imperialism i Afrika 1914, Tysklands besittningar i brun färg.

### Tyska rikets kolonier och skyddsområden
1. Tyska Sydvästafrika, koloni 1884–1918 (nuvarande Namibia)
2. Tyska Västafrika, 1884–1919, förvärvat av Gustav Nachtigal
  1. Togoland, koloni 1884–1919 (från 1905 Togo, i dag Togo och östra Ghana)
  2. Tyska Kamerun, koloni 1884–1919, i dag Kamerun, östra Nigeria, delar av Tchad, västra Centralafrikanska republiken, nordöstra Republiken Kongo, norra Gabon.
3. Tyska Östafrika, koloni 1885–1919 (fastlandsdelen av nuvarande Tanzania samt nuvarande Rwanda och nuvarande Burundi)
4. Tyska Wituland (i dag södra delen av Kenya), koloni 1885–1890
5. Tyska Somalikusten, 1885–1888, idag del av Somalia
6. Tyska Nya Guinea, koloni 1885–1914 (norra delen av nuvarande Papua Nya Guinea)
  1. Kaiser-Wilhelms-Land (i dag del av Papua Nya Guinea)
  2. Bismarckarkipelagen (i dag del av Papua Nya Guinea)
  3. Bougainville-öarna (i dag del av Papua Nya Guinea)
  4. norra Salomonöarna, 1885–1899 (i dag Salomonöarna)
  5. norra Marianerna, 1899–1919 (i dag Nordmarianerna tillhörandes USA)
  6. Marshallöarna, 1885–1919 (självständigt sedan 1990)
  7. Palau, 1899–1919 (självständigt sedan 1994)
  8. Karolinerna (Mikronesien), 1899–1919 (självständigt sedan 1990)
  9. Nauru, 1888–1919 (självständigt sedan 1968)
7. Jiāozhōu (ursprungligen pantlän för 99 år från Kina), koloni 1898–1914
8. Tyska Samoa (Deutsch-Samoa), koloni 1899–1919

### Otto von Bismarck och kolonierna

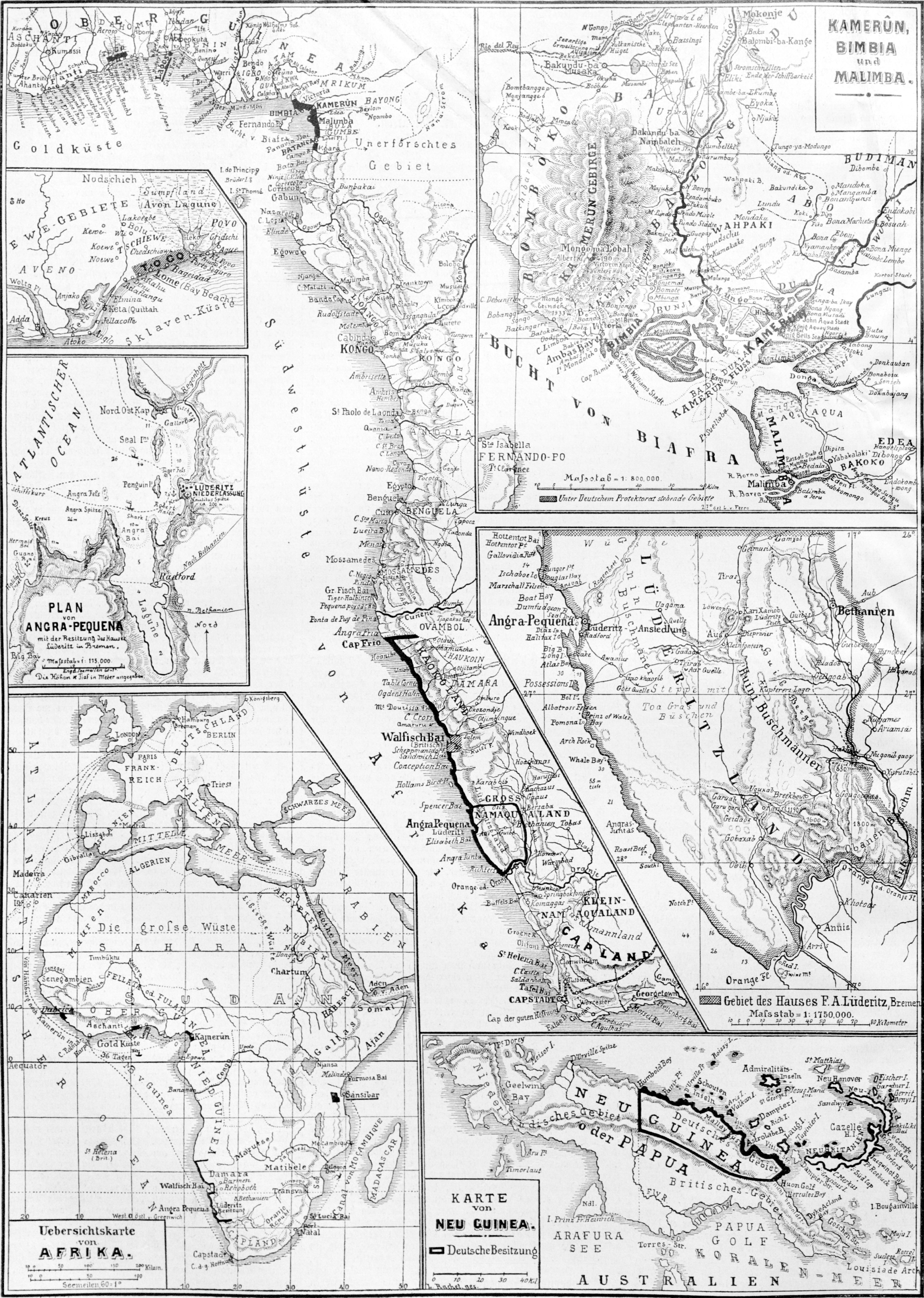
Tyska besittningar 1885.

Efter det Tyska rikets grundande 1871 spelade kolonialpolitik en underordnad roll. Inte minst Otto von Bismarck var emot territoriella övertaganden utanför den europeiska kontinenten. Bismarck såg små ekonomiska fördelar och samtidigt förväntade han sig att det skulle leda till politiska störningar gentemot andra europeiska stormakter. Under 1870-talet växte propagandan för att även Tyskland skulle skaffa kolonier. 1873 grundades Afrikanische Gesellschaft in Deutschland och 1882 följde grundandet av Deutscher Kolonialverein, en intresseförening för skapandet av kolonier. 1884 följde Gesellschaft für Deutsche Kolonisation och de två fusionerade sig 1887 till Deutsche Kolonialgesellschaft. Det talas om en kolonialfeber i den tyska offentligheten. 
1884 markerar den egentligen starten för Tysklands kolonialpolitik. Med Storbritannien som förebild gav Otto von Bismarck skydd åt områden som tyska köpmän tagit i anspråk. Tyskland ville minimera sina åtaganden och gav genom statliga skyddsbrev skydd åt privata intressen som skulle sköta handeln och förvaltningen. Under en tid av avspänning gentemot de andra stormakterna började detta "koloniala experiment", fortfarande med kanslerns skepsis. Tyskland följde nu Storbritannien och Frankrike i att rita raka streck på kartan över Afrika och samma år hölls Berlinkonferensen.
1884 togs Tyska sydvästafrika under beskydd av Tyska riket, ett område som tagits i anspråk av köpmannen Adolf Lüderitz och som gett namn åt Lüderitzbukten i dagens Namibia. I juli samma år följde Togoland och Kamerun. 1885 avslutade den första tyska kolonialpolitiken när Tyskland tog över områden i östra Afrika, Tyska östafrika från det av Carl Peters ledda Gesellschaft für deutsche Kolonisation och Wituland. Tyskland tog även områden i Stilla havet i anspråk. Efterhand misslyckades de privata företagen och organisationerna att sköta kolonierna på grund av dålig ekonomi och säkerhet. Det slutade med att Tyskland tvingades gå in och direktstyra kolonierna och formellt ställa dem under statlig förvaltning.
1890 följde Helgoland-Zanzibar-fördraget med Storbritannien. Helgoland blev tyskt liksom Capriviremsan, idag en del av Namibia. Tyskland överlät Wituland i dagens Kenya och anspråken på Uganda till britterna.

### Fram till första världskriget
Under kejsar Wilhelm II försökte Tyskland genom skapandet av nya handelsrepresentationer att öka sitt inflytande som kolonialmakt. Denna period står för en politik av expansionssvärmeri och ökad militär upprustning, inte minst av den kejserliga marinen som del i att markera Tyskland som en av stormakterna. Denna politik av nationell prestige stod i kontrast till den mer pragmatiska politik som förts av Bismarck. Denna period inleddes 1897 i samband med att den tyska utrikesministern Bernhard von Bülow i en riksdagsdebatt deklarerade att Tyskland inte ville sätta någon i skuggan men att man också kunde kräva sin plats i solen. Denna nya politik kallas Weltpolitik.
Däremot kom Tyskland inte under denna period att skaffa sig särskilt många fler områden. 1888 annekterades Nauru och 1898 följde Kiautschou från Kina och under 1899 öar i mellersta Stilla havet samt Samoa i södra delen. 1911 blev en del av Franska Kongo en del av Kamerun, det så kallade Nya Kamerun, Neukamerun. 1898 grundades även en kolonialskola i Witzenhausen för att utbilda tyskar som skulle till kolonierna i jordbruk. 
Politiken i kolonierna präglades i samma tid av att lokalbefolkningen behandlades sämre. 1904 startade Hereroupproret i Tyska Sydvästafrika vilket slutade i Folkmordet på herero- och namafolken sedan Lothar von Trotha drivit ut dem i öknen där 80 000 hereros och 10 000 namas dog. I Tyska östafrika skedde 1905–1906 Maji-Maji-upproret där 100 000 av ursprungsbefolkningen beräknas ha dött. Dessa händelser drev fram en debatt hemma i Tyskland om den tyska kolonialpolitiken och 1907 nyval till riksdagen handlade om koloniernas framtid. Det ledde till att förhållandena i kolonierna förbättrades.

### Tyska besittningar i första världskriget
Efter första världskriget förlorade Tyskland sina besittningar som delades upp mellan krigets segrarmakter. 
- Storbritannien: Tyska Sydvästafrika (Sydafrika), Tyska Östafrika, delar av Kamerun och västra Togo
- Frankrike: Kamerun och östra Togo
- Japan: Kiautschou (till Kina 1922), Marianerna, Karolinerna, Marshallöarna och Palau
- Belgien: Rwanda och Burundi
- Portugal: Kionga-Dreieck
- Australien: Tyska Nya Guinea
- Nya Zeeland: Samoa (under NF-mandat)
- Australien, Nya Zeeland och Storbritannien tillsammans: Nauru

## Tyskland och kolonialism under mellankrigstiden

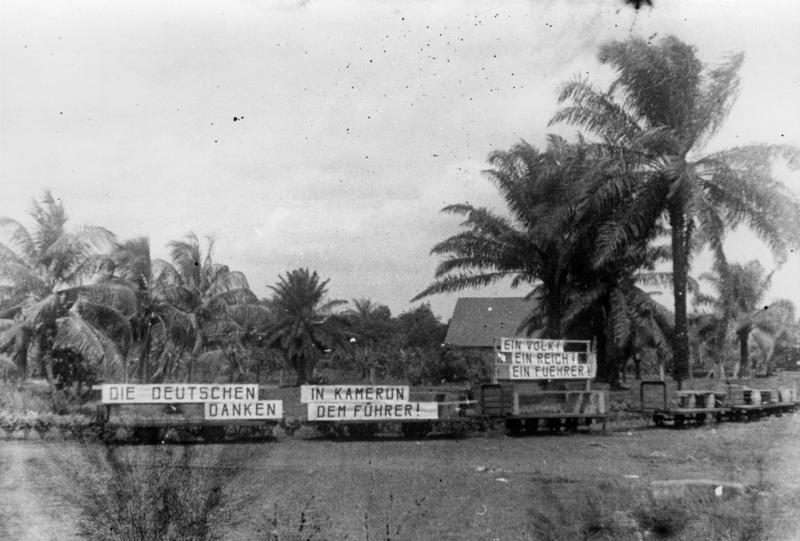
Tidigare Tyska Kamerun 19 år senare. Tyskar i Kamerun riktar tack mot Adolf Hitler.

Versaillesfördraget 1919 föreskrev att Tyskland blev av med alla utomeuropeiska besittningar, men också att alla tyskar med undantag för Tyska Sydvästafrika skulle lämna områdena. I Weimarrepubliken väckte vissa föreningar krav på att få tillbaka kolonierna, men i slutet av 1920-talet försvann frågan alltmer. De som drev frågan var föreningar som från 1922 samlades i Koloniale Reichsarbeitsgemeinschaft (KORAG). De som fortfarande krävde tillbaka kolonierna såg i samband med nazisternas maktövertagande nya möjligheter. 1933 skapades ett Reichskolonialbund där nazisterna förde en politik riktat mot de tidigare kolonierna. Bland annat döpte man om gator och platser efter personer i den tyska kolonialhistorien och man skapade även minnesmärken med återkommande minnesfiranden. Det mest kända i Reichskolonialehrendenkmal i Bremen, idag Antikolonialdenkmal. Bremen hade titeln Stadt der Kolonien och här fanns Deutsches Kolonial- und Überseemuseum. Regimen skapade även filmer och utställningar om kolonierna. 
1937 krävde Adolf Hitler offentligt att Tyskland skulle återfå kolonier och man skissade på planer på att överta de brittiska och franska kolonierna Nigeria, Uganda, Kenya och Franska Ekvatorialafrika och Dahomey inom ramen för Tyska mellanafrika (Deutsch-Mittelafrika). Planerna innehöll också rasåtskillnad i kolonierna och att deportera judar till Madagaskar. Neuschwabenland blev vid samma tid ett tyskt anspråk. Men nazisterna var främst inriktade på expansion mot östra och sydöstra Europa. Kolonier i Afrika och andra delar av världen var inte prioriterade i regimens expansionspolitik.

### Andra regioner med tidvis tyska anspråk
- Neuschwabenland (del av Antarktis)

## Tyskland och invånarna i kolonierna

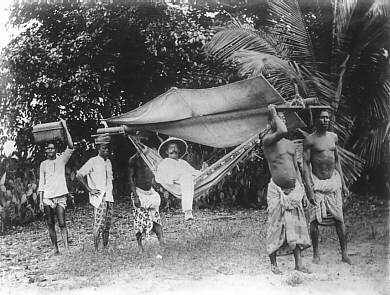
Tysk kolonialherre i Togo omkring 1885.

De tyska härskarna i kolonierna införde en sträng byråkrati och bestraffade den inhemska befolkningen som bröt mot den hårt. Carl Peters som drev igenom koloniseringen av Tyska Östafrika blev ökänd för sin grymhet och blev 1897 avskedad från sin post. Samtidigt som det finns starka negativa minnen av kolonialtiden finns det också spår och arv av den tyska tiden i de forna kolonierna, främst i dagens Namibia. Även i Tyskland finns det spår av kolonialtiden. I Berlin finns till exempel Afrikanisches Viertel med gatunamn från kolonialtiden och koloniområdet Togo. Kritik har framkommit mot vissa av gatunamnen. Samtidigt har många med afrikansk bakgrund flyttat till området under senare år som blivit en samlingspunkt för många afrotyskar.
Den tyska kolonialismen förde också med sig en invandring från kolonierna till Tyskland. I utbildningssyfte skickades afrikaner från kolonier till Tyskland, främst för att lära sig hantverksyrken, men även universitetsstudier förekom. Resor kunde främst företas med Woermannlinjen med båtresor till Duala i Kamerun och Lome i Togo samt Tyska Sydvästafrika och Tyska Östafrika. Andra kom som tolkar av det afrikanska språket eller som inhemska soldater ur skyddstrupperna, de så kallade askaris. Ytterligare en grupp var de, i regel unga, som följde med som tjänstefolk till tyskar som bott i kolonierna. Många kom att tillbringa hela sina liv i Tyskland. 
Många av de som flyttat till Tyskland verkade för mer humana förhållandena i kolonierna. Diskussionerna växte i styrka och ledde till vissa förbättringar i slutet av den tyska kolonialtiden. Det fanns också tyskar som tog intryck av sin tid i kolonierna och som kritiserade den tyska kolonialpolitiken. Militären Hans Paasche som varit stationerad i Tyska Östafrika och senare blev pacifist krävde en mänsklig behandling av lokalbefolkningen i kolonierna. I Paasches bok Die Forschungsreise des Afrikaners Lukanga Mukara ins innerste Deutschland utger sig Paasche för att vara Lukanga Mukara som är på besök i Europa och som från ett utifrånperspektiv kritiskt beskriver det europeiska samhället.
Till skillnad från andra kolonialmakter finns idag få särskilda band mellan tidigare moderland och tidigare kolonier, eller som i det brittiska fallet ett kvarlevande samvälde. De kolonier Tyskland hade fram till 1918 blev istället delar av andra kolonialmakter. Möjligtvis kan Namibia ses som ett undantag genom att man fortfarande har en tysktalande minoritet.